# Celastrina nigra
Celastrina nigra är en fjärilsart som beskrevs av Edwards 1884. Celastrina nigra ingår i släktet Celastrina och familjen juvelvingar. Inga underarter finns listade i Catalogue of Life.